# Trenal
Trenal est une commune française située dans le département du Jura, dans la région culturelle et historique de Franche-Comté et la région administrative Bourgogne-Franche-Comté.
Ses habitants se nomment les Trénaliens et Trénaliennes.

## Géographie
Située à 8 km de Lons-le-Saunier ville préfecture du Jura.

### Climat
Pour des articles plus généraux, voir Climat de la Bourgogne-Franche-Comté et Climat du département du Jura.
En 2010, le climat de la commune est de type climat des marges montargnardes, selon une étude du Centre national de la recherche scientifique s'appuyant sur une série de données couvrant la période 1971-2000. En 2020, Météo-France publie une typologie des climats de la France métropolitaine dans laquelle la commune est exposée à un climat semi-continental et est dans une zone de transition entre les régions climatiques « Bourgogne, vallée de la Saône » et « Jura ».
Pour la période 1971-2000, la température annuelle moyenne est de 11,1 °C, avec une amplitude thermique annuelle de 17,5 °C. Le cumul annuel moyen de précipitations est de 1 149 mm, avec 12,4 jours de précipitations en janvier et 8,6 jours en juillet. Pour la période 1991-2020, la température moyenne annuelle observée sur la station météorologique de Météo-France la plus proche, « Lons le Saunier », sur la commune de Montmorot à 6 km à vol d'oiseau, est de 11,8 °C et le cumul annuel moyen de précipitations est de 1 147,4 mm. 
La température maximale relevée sur cette station est de 39,8 °C, atteinte le 12 août 2003 ; la température minimale est de −19,6 °C, atteinte le 9 janvier 1985,,.
Les paramètres climatiques de la commune ont été estimés pour le milieu du siècle (2041-2070) selon différents scénarios d'émission de gaz à effet de serre à partir des nouvelles projections climatiques de référence DRIAS-2020. Ils sont consultables sur un site dédié publié par Météo-France en novembre 2022.

## Urbanisme

### Typologie
Au 1er janvier 2024, Trenal est catégorisée commune rurale à habitat dispersé, selon la nouvelle grille communale de densité à sept niveaux définie par l'Insee en 2022.
Elle est située hors unité urbaine. Par ailleurs la commune fait partie de l'aire d'attraction de Lons-le-Saunier, dont elle est une commune de la couronne,. Cette aire, qui regroupe 139 communes, est catégorisée dans les aires de 50 000 à moins de 200 000 habitants,.

## Toponymie
Au cours de la Révolution française, la commune porta provisoirement le nom de Pré-Fleur.

## Histoire
Le 1er janvier 2017, elle fusionne avec Mallerey pour former la commune nouvelle.

## Politique et administration

### Liste des maires
| Période    | Période  | Identité            | Étiquette | Qualité |
| ---------- | -------- | ------------------- | --------- | ------- |
| avant 1981 | 1983     | Pierre Prudent      | DVG       |         |
| 1983       | ?        | Michèle Vanier      |           |         |
|            |          | Pierre Lucius       | PS        |         |
| mars 2008  | 2020     | Jean Roy            | DVD       | Ouvrier |
| 2020       | En cours | Marie-France Lucius |           |         |

### Circonscriptions électorales
À la suite du décret du 5 mars 2020, la commune de Trenal est entièrement rattachée au canton de Lons-le-Saunier-2.

### Communes déléguées
| Nom            | Code Insee | Intercommunalité                           | Superficie (km2) | Population (dernière pop. légale) | Densité (hab./km2) |
| -------------- | ---------- | ------------------------------------------ | ---------------- | --------------------------------- | ------------------ |
| Trenal (siège) | 39537      | CA Espace communautaire Lons Agglomération | 9,54             | 377 (2014)                        | 40                 |
| Mallerey       | 39309      | CC du Sud Revermont                        | 2,90             | 67 (2014)                         | 23                 |

## Population et société

### Évolution démographique de la commune déléguée
L'évolution du nombre d'habitants est connue à travers les recensements de la population effectués dans la commune depuis 1793. À partir du 1er janvier 2009, les populations légales des communes sont publiées annuellement dans le cadre d'un recensement qui repose désormais sur une collecte d'information annuelle, concernant successivement tous les territoires communaux au cours d'une période de cinq ans. 
Pour les communes de moins de 10 000 habitants, une enquête de recensement portant sur toute la population est réalisée tous les cinq ans, les populations légales des années intermédiaires étant quant à elles estimées par interpolation ou extrapolation. Pour la commune, le premier recensement exhaustif entrant dans le cadre du nouveau dispositif a été réalisé en 2006,.
En 2014, la commune comptait 377 habitants, en évolution de +3,01 % par rapport à 2009 (Jura : −0,23 %, France hors Mayotte : +2,49 %).
| 1793 | 1800 | 1806 | 1821 | 1831 | 1836 | 1841 | 1846 | 1851 |
| ---- | ---- | ---- | ---- | ---- | ---- | ---- | ---- | ---- |
| 323  | 321  | 337  | 318  | 535  | 527  | 551  | 522  | 541  |

| 1856 | 1861 | 1866 | 1872 | 1876 | 1881 | 1886 | 1891 | 1896 |
| ---- | ---- | ---- | ---- | ---- | ---- | ---- | ---- | ---- |
| 495  | 467  | 488  | 460  | 481  | 481  | 460  | 459  | 420  |

| 1901 | 1906 | 1911 | 1921 | 1926 | 1931 | 1936 | 1946 | 1954 |
| ---- | ---- | ---- | ---- | ---- | ---- | ---- | ---- | ---- |
| 401  | 389  | 407  | 348  | 358  | 344  | 302  | 267  | 295  |

| 1962 | 1968 | 1975 | 1982 | 1990 | 1999 | 2006 | 2011 | 2014 |
| ---- | ---- | ---- | ---- | ---- | ---- | ---- | ---- | ---- |
| 285  | 285  | 271  | 263  | 325  | 351  | 358  | 372  | 377  |

### Évolution démographique de la commune nouvelle
L'évolution du nombre d'habitants est connue à travers les recensements de la population effectués dans la commune depuis sa création.

En 2022, la commune comptait 471 habitants, en évolution de +2,17 % par rapport à 2016 (Jura : −0,81 %, France hors Mayotte : +2,11 %).
| 2015 | 2016 | 2021 | 2022 |
| ---- | ---- | ---- | ---- |
| 453  | 461  | 466  | 471  |

## Culture locale et patrimoine

### Lieux et monuments

#### Voies
| 31 odonymes recensés à Trenal au 17 décembre 2013             | 31 odonymes recensés à Trenal au 17 décembre 2013 | 31 odonymes recensés à Trenal au 17 décembre 2013 | 31 odonymes recensés à Trenal au 17 décembre 2013 | 31 odonymes recensés à Trenal au 17 décembre 2013 | 31 odonymes recensés à Trenal au 17 décembre 2013 | 31 odonymes recensés à Trenal au 17 décembre 2013 | 31 odonymes recensés à Trenal au 17 décembre 2013 | 31 odonymes recensés à Trenal au 17 décembre 2013 | 31 odonymes recensés à Trenal au 17 décembre 2013 | 31 odonymes recensés à Trenal au 17 décembre 2013 | 31 odonymes recensés à Trenal au 17 décembre 2013 | 31 odonymes recensés à Trenal au 17 décembre 2013 | 31 odonymes recensés à Trenal au 17 décembre 2013 | 31 odonymes recensés à Trenal au 17 décembre 2013 | 31 odonymes recensés à Trenal au 17 décembre 2013 |
| Allée                                                         | Avenue                                            | Chemin                                            | Cours                                             | Espace                                            | Impasse                                           | Montée                                            | Parc                                              | Passage                                           | Place                                             | Pont                                              | Route                                             | Rue                                               | Sentier                                           | Autres                                            | Total                                             |
| ------------------------------------------------------------- | ------------------------------------------------- | ------------------------------------------------- | ------------------------------------------------- | ------------------------------------------------- | ------------------------------------------------- | ------------------------------------------------- | ------------------------------------------------- | ------------------------------------------------- | ------------------------------------------------- | ------------------------------------------------- | ------------------------------------------------- | ------------------------------------------------- | ------------------------------------------------- | ------------------------------------------------- | ------------------------------------------------- |
| 0                                                             | 0                                                 | 4                                                 | 0                                                 | 0                                                 | 3                                                 | 0                                                 | 0                                                 | 0                                                 | 3                                                 | 0                                                 | 4                                                 | 16                                                | 1                                                 | 0                                                 | 31                                                |
| Notes « N »                                                   | Notes « N »                                       | 1. 2. 3. 4. 5. 6.                                 | 1. 2. 3. 4. 5. 6.                                 | 1. 2. 3. 4. 5. 6.                                 | 1. 2. 3. 4. 5. 6.                                 | 1. 2. 3. 4. 5. 6.                                 | 1. 2. 3. 4. 5. 6.                                 | 1. 2. 3. 4. 5. 6.                                 | 1. 2. 3. 4. 5. 6.                                 | 1. 2. 3. 4. 5. 6.                                 | 1. 2. 3. 4. 5. 6.                                 | 1. 2. 3. 4. 5. 6.                                 | 1. 2. 3. 4. 5. 6.                                 | 1. 2. 3. 4. 5. 6.                                 | 1. 2. 3. 4. 5. 6.                                 |
| Sources : rue-ville.info & OpenStreetMap & FNACA-GAJE du Jura |                                                   |                                                   |                                                   |                                                   |                                                   |                                                   |                                                   |                                                   |                                                   |                                                   |                                                   |                                                   |                                                   |                                                   |                                                   |

#### Édifices et sites
- Église

### Héraldique
| Blason de Trenal | Blason  | De sable à saint Martin à cheval partageant son manteau avec un pauvre estropié, le tout au naturel. Devise / CriGenerosus (Généreux) |
| Blason de Trenal | Détails | Le statut officiel du blason reste à déterminer.                                                                                      |